# نادي إيمن
نادي إيمن (بالهولندية: FC Emmen) وهو نادي كرة قدم هولندي يتمركز في مدينة إيمين ويلعب في الدوري الهولندي لكرة القدم الدرجة الثانية، تأسس النادي في سنة 1925 وفي 2013 احتل المرتبة 12.
- تأهل في يوم 20 مايو 2018 إلى الدوري الهولندي الممتاز لأول مرة في تاريخ النادي بعد 100 سنة تقريبا من تأسيسه.